# Битва під Аустерліцом
Битва під Аустерліцом — битва, що відбулася 2 грудня (20 листопада за старим стилем) 1805 року, на горбистому просторі навколо Праценських висот, західніше села Аустерліц, за 120 кілометрів на північ від Відня (нині — це містечко Славков-у-Брна біля Брно, Чехія). Характеризується як одна з найграндіозніших за своїм значенням у всесвітній історії, одна з найкривавіших в наполеонівській епопеї, одна з найбільших поразок Російської імперії. У битві проти Наполеона виступили імператор австрійський Франц II та російський Олександр І.

## Передумови
Після перемог французьких військ над другою коаліцією влада Наполеона Бонапарта поширилася практично на всю Італію, багато німецьких держав, територію Голландії. У 1803 р. Наполеон Бонапарт відновив війну з Великою Британією й почав підготовку до вторгнення на Британські острови.
Влітку 1805 р. була створена третя антифранцузька коаліція, до складу якої увійшли Велика Британія, Росія, Австрія, Швеція, Неаполітанське королівство. Коаліція могла виставити понад 500 тисяч солдатів. Її метою було вигнання французьких військ з Німеччини, Італії, Швейцарії, Голландії й реставрація монархічних режимів. Наполеон Бонапарт назвав третю коаліцію «черговим союзом, витканим Англією із золота й ненависті», та заявив, що «третю коаліцію чекає доля перших двох», які впали «під чоботами солдатів Франції».
І хоча франко-іспанський флот був розбитий при Трафальгарі англійцями (1805), остаточно залишивши за Англією титул володарки морів і поклавши край планам Наполеона з вторгнення на Альбіон, на континенті ситуація склалась зовсім інакше.
Наполеон Бонапарт стрімко перекинув свої війська з території Франції за Рейн і змусив капітулювати австрійську армію поблизу фортеці Ульм. У листопаді 1805 р. французька армія захопила Відень.

## Сили сторін
Тим часом російські війська й залишки австрійської армії об'єдналися в Чехії. Військо союзників нараховувало 86 тисяч чоловік і 350 гармат, переважаючи чисельністю Наполеонівську армію, у лавах якої перебувало 73 тисячі осіб та 250 гармат. Біля селища Аустерліц у запеклому бою зустрілися наполеонівські війська й об'єднана російсько-австрійська армія під командуванням Михайла Кутузова.
Аустерліц — не лише вершина кар'єри Наполеона як полководця. Битва стала свідченням початку нової ери у військовій справі. Щоб підготувати всі умови для розгрому ворога, французький імператор протягом місяця уникав боїв з австрійськими та російськими частинами, відійшов із свідомо зручніших позицій, усіляко нав'язував противнику думку про виснаженість французької армії, її нездатність до подальшої боротьби. Союзне командування, повіривши цій інформації, вирішило дати вирішальний бій і одним ударом розгромити наполеонівську армію. Російський імператор Олександр І вирішив діяти за австрійським планом, який передбачав нанесення флангових ударів і подальше оточення французької армії. При цьому як аксіома сприймалась думка, що перемога буде здобута, жодні інші варіанти не допускались. На відміну від Наполеона, котрий неодноразово повторював, що «будь-який план гарний до першого пострілу», австрійський генерал Вейротер — розробник плану битви — заявив: «Інші варіанти неможливі!». Загальна налаштованість на перемогу призвела до того, що зауваження Макка і Кутузова щодо недооцінки ворога були проігноровані. На противагу цьому плану Наполеон зосередив більшість своїх військ у центрі, приховавши їх від ворога за рядом пагорбів (у чому йому допомогли погодні умови — туман надійно сховав французів).

## Хід битви
28 листопада відбувся авангардний бій під Вишау, в якому 56 російських ескадронів, підтримані піхотою, відкинули 8 французьких. Ця сутичка стала бойовим хрещенням імператора Олександра І. Наполеон відвів свої війська за поселення Аустерліц, залишивши навіть стратегічні Праценські висоти, тим саме підіграючи наступальному пориву союзників, неначе запрошуючи їх атакувати в чистому полі.
Битва під Аустерліцом розпочалась 2 грудня о 8 ранку (Наполеон особисто керував битвою від початку і до кінця) наступом частин під командуванням генерала Ф. Ф. Буксгевдена на правий фланг французів, якими командував маршал Л. Н. Даву. Він відчайдушно оборонявся, але з часом почав відступати, затягуючи все більшу кількість військ союзників у болотисту місцевість неподалік від сіл Сокільниць та Тельниць. Змістивши сюди основні сили, союзники ослабили свій центр, де знаходились панівні над місцевістю Праценські висоти. Зрештою, під натиском Олександра І, Кутузов віддав наказ залишати висоти останній ударній колоні на чолі з генералом І. К. Коловратом.
Побачивши очищені від основних сил союзників Праценські висоти, Наполеон направив у цей пролом ударний корпус під командуванням маршала Н. Ж. Сульта. Стрімкою атакою французи заволоділи висотами і розсікли російсько-австрійський фронт на дві частини. У пробитий Сультом розрив спрямовувався корпус під командуванням маршала Ж. Б. Бернадота. Тепер французи змогли обійти та оточити головні сили союзників, які втягнулись в глиб флангу під головуванням Л. Н. Даву. Оволодівши центром позиції союзників, Бернадот обійшов і війська правого флангу союзників на чолі з П. І. Багратіоном, якому довелось відходити під загрозою оточення. Але найтрагічніша ситуація склалась на лівому фланзі союзних військ, які, наступаючи на позиції Даву, потрапили в щільне коло. Від повного розгрому їх врятувала контратака Кавалергардського полку.
Відхід лівого флангу очолив генерал Д. С. Дохтуров, який згуртував навколо себе залишки розбитих частин.
Бездарне командування з боку окремих генералів призвело до того, що частина російських військ опинилася на тонкій кризі великого ставка, який Бонапарт наказав обстріляти ядрами. Багато російських воїнів знайшли свою смерть у його холодних водах.
До вечора все було скінчено. Широкою рівниною, спотикаючись об незліченні трупи людей і коней, проїздив Наполеон, оточений величезною свитою, маршалами, генералами гвардії, якого вітали захопленими криками солдати, що звідусіль збігалися до імператора. Близько 15 тисяч убитих росіян і австрійців, близько 20 тисяч полонених, майже вся артилерія ворога, а найголовніше — фактичне знищення російсько-австрійської армії, що розбіглася на три чверті в різні боки, кинувши весь колосальний обоз, всі бойові запаси, величезні маси провіанту, — такі були результати цієї перемоги.
Під Аустерліцом союзні війська втратили 27 тис. чоловік, з них росіян — 21 тис. Втрати французів склали 9-12 тис. чоловік вбитими та пораненими. Багато солдатів союзників здалися в полон. Ледь уник його поранений М. Кутузов. У полоні міг опинитися й сам імператор Олександр, у паніці його покинула свита, і якийсь час залишався на полі бою лише з особистим медиком і двома козаками. Імператор Франц і Олександр втекли з поля битви ще задовго до остаточної катастрофи. Їхня свита бігла врозтіч, покинувши дорогою обох монархів, монархи теж в страху втекли з поля битви і швидко розлучилися один з одним, понесені кіньми в різні боки. «Самодержець» Олександр І плакав, втративши самоконтроль. У паніці втікав двір австрійського імператора Франца на чолі із самим монархом.

## Наслідки баталії
Третя коаліція розпалася. Австрійський імператор 26 грудня 1805 р. уклав з Бонапартом Пресбурзький мирний договір, за ним Австрія визнавала французькі території, захоплені в Італії (П'ємонт, Генуя, Парма, П'яченца та інші), поступалась на користь Наполеона як короля Італії своїми територіями на Адріатичному узбережжі (Венеційська область, Істрія, Далмація), визнавала Баварію та Вюртемберг королівствами, Баден — великим герцогством і віддавала Баварії Тироль із Бриксеном та Трієнтом, архієпископство Бамберг, єпископства Аугсбург, Фрайзінген, Нассау, Айхштедт та інші; Вюртембергу — п'ять міст на Верхньому Дунаї, графство Гогенберг, ландграфство Валленбург. Між Вюртембергом та Баденом було поділено частину австрійської Швабії, Констанц, Брайсгау, Ортенау. Як компенсацію Австрія отримувала Зальцбург та Вюрцбург для вигнаного з Тоскани ерцгерцога Фердинанда Габсбурга.
Австрія виплатила Франції контрибуцію в розмірі 85 млн франків. Аустерліц зумовив розпад Священної Римської імперії німецьких націй у серпні 1806 р. Тоді ж Наполеон об'єднав 16 німецьких держав у Рейнський союз, який сам і очолив.

## Пам'ятки
В околицях містечка Славков-у-Брна, біля села Праце, на пагорбі у 1923 році встановлена «Могила Миру» на честь всіх загиблих у битві, про що свідчать однакові написи чеською, німецькою, російською та французькою мовами. Виняток становить лише напис російською мовою, який вшановує пам'ять тільки російських воїнів. Культурна пам'ятка Чеської Республіки, робота архітектора Йозефа Франти. Поруч розташований філіал брненського музею з експозицією «Битва трьох цісарів».

## Інтернет-ресурси
- Аустерліц. Тріумф Наполеона. III коаліція